# Lista orașelor din Republica Democrată Congo

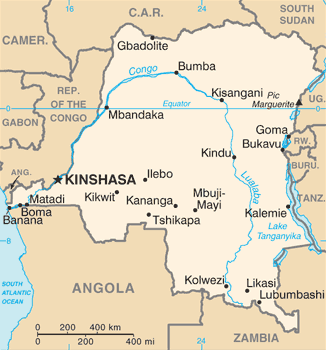
Harta Republicii Democratice Congo

Aceasta este o listă a orașelor din Republica Democrată Congo.
| Nume                         | Populație (2010 est.) | Coordonate                        | Provincie        |
| ---------------------------- | --------------------- | --------------------------------- | ---------------- |
| Aba                          |                       |                                   | Orientale        |
| Aketi                        | 40.507                | 2°44′N 23°47′E / 2.74°N 23.78°E   | Orientale        |
| Ango                         | 8.381                 | 4°02′N 25°52′E / 4.03°N 25.87°E   | Orientale        |
| Aru                          | 29.801                | 2°52′N 30°51′E / 2.87°N 30.85°E   | Orientale        |
| Bafwasende                   | 14.504                | 1°05′N 27°16′E / 1.08°N 27.27°E   | Orientale        |
| Bagata                       | 18.938                | 3°44′S 17°57′E / 3.73°S 17.95°E   | Bandundu         |
| Bakwa-Kalonji                | 69.619                | 6°11′S 23°23′E / 6.18°S 23.38°E   | Kasai-Oriental   |
| Balamba                      | 52.860                | 12°47′S 28°39′E / 12.79°S 28.65°E | Katanga          |
| Bambesa                      | 14.959                | 3°28′N 25°43′E / 3.47°N 25.72°E   | Orientale        |
| Banana                       |                       |                                   | Bas-Congo        |
| Bandundu (Banningville)      | 137.460               | 3°19′S 17°23′E / 3.31°S 17.38°E   | Bandundu         |
| Baraka                       | 115.289               | 3°18′S 25°54′E / 3.30°S 25.90°E   | Sud-Kivu         |
| Basankusu                    | 27.492                | 1°14′N 19°48′E / 1.23°N 19.80°E   | Équateur         |
| Basoko (Basoko-Bandu)        | 50.352                | 1°14′N 23°35′E / 1.24°N 23.59°E   | Orientale        |
| Befale                       | 3.723                 | 0°28′N 20°58′E / 0.47°N 20.97°E   | Équateur         |
| Beni                         | 95.407                | 0°29′N 29°27′E / 0.49°N 29.45°E   | Nord-Kivu        |
| Bikoro                       | 7.128                 | 0°45′S 18°07′E / 0.75°S 18.12°E   | Équateur         |
| Binga                        | 64.639                | 2°24′N 20°25′E / 2.40°N 20.42°E   | Équateur         |
| Boende                       | 33.765                | 0°13′S 20°52′E / 0.22°S 20.86°E   | Équateur         |
| Bokungu (Bokungo)            | 7.829                 | 0°41′S 22°19′E / 0.68°S 22.32°E   | Équateur         |
| Bolobo                       | 31.735                | 2°10′S 16°14′E / 2.16°S 16.24°E   | Bandundu         |
| Bolomba                      | 4.252                 | 0°29′N 19°12′E / 0.48°N 19.20°E   | Équateur         |
| Boma                         | 167.326               | 5°51′S 13°03′E / 5.85°S 13.05°E   | Bas-Congo        |
| Bomongo                      | 4.784                 | 1°22′N 18°21′E / 1.37°N 18.35°E   | Équateur         |
| Bondo                        | 18.118                | 3°49′N 23°40′E / 3.81°N 23.67°E   | Orientale        |
| Bongandanga                  | 3.648                 | 1°31′N 21°03′E / 1.51°N 21.05°E   | Équateur         |
| Bosobolo                     | 12.932                | 4°11′N 19°53′E / 4.19°N 19.88°E   | Équateur         |
| Budjala                      | 21.259                | 2°39′N 19°42′E / 2.65°N 19.70°E   | Équateur         |
| Bukama (Bukama-Kibanda)      | 75.814                | 9°13′S 25°50′E / 9.21°S 25.84°E   | Katanga          |
| Bukavu (Costermansville)     | 707.053               | 2°31′S 28°50′E / 2.51°S 28.84°E   | Sud-Kivu         |
| Bulungu                      | 54.880                | 4°33′S 18°36′E / 4.55°S 18.60°E   | Bandundu         |
| Bumba                        | 103.328               | 2°11′N 22°28′E / 2.19°N 22.46°E   | Équateur         |
| Bunia                        | 327.837               | 1°34′N 30°14′E / 1.56°N 30.24°E   | Orientale        |
| Businga (Mombombo)           | 32.590                | 3°20′N 20°52′E / 3.34°N 20.87°E   | Équateur         |
| Buta                         | 53.401                | 2°49′N 24°44′E / 2.82°N 24.74°E   | Orientale        |
| Butembo                      | 204.452               | 0°08′N 29°17′E / 0.13°N 29.28°E   | Nord-Kivu        |
| Dekese                       | 3.241                 | 3°27′S 21°24′E / 3.45°S 21.40°E   | Kasai-Occidental |
| Demba                        | 21.019                | 5°31′S 22°16′E / 5.51°S 22.26°E   | Kasai-Occidental |
| Dibaya                       | 3.857                 | 6°31′S 22°52′E / 6.51°S 22.87°E   | Kasai-Occidental |
| Dibaya-Lubue (Dibaya-Lubwe)  | 37.390                | 4°09′S 19°52′E / 4.15°S 19.87°E   | Bandundu         |
| Dilolo                       | 17.446                | 9°13′S 25°07′E / 9.22°S 25.12°E   | Katanga          |
| Dilunga                      | 23.804                |                                   | Kasai-Oriental   |
| Dimbelenge                   | 3.815                 | 5°33′S 23°07′E / 5.55°S 23.12°E   | Kasai-Occidental |
| Djugu                        | 27.112                | 1°55′N 30°30′E / 1.92°N 30.50°E   | Orientale        |
| Dungu                        | 26.894                | 3°37′N 28°34′E / 3.62°N 28.57°E   | Orientale        |
| Feshi                        | 7.591                 | 6°07′S 18°10′E / 6.12°S 18.17°E   | Bandundu         |
| Fizi                         | 12.494                | 4°18′S 28°56′E / 4.30°S 28.94°E   | Sud-Kivu         |
| Fungurume                    | 32.399                | 10°37′S 26°18′E / 10.62°S 26.30°E | Katanga          |
| Gandajika (Ngandajika)       | 140.556               | 6°44′S 23°58′E / 6.74°S 23.96°E   | Kasai-Oriental   |
| Gbadolite                    | 48.083                | 4°17′N 21°01′E / 4.29°N 21.02°E   | Équateur         |
| Gemena                       | 132.971               | 3°16′N 19°46′E / 3.26°N 19.77°E   | Équateur         |
| Goma                         | 377.112               | 1°41′S 29°13′E / 1.69°S 29.22°E   | Nord-Kivu        |
| Gungu                        | 22.946                | 5°48′S 19°20′E / 5.80°S 19.33°E   | Bandundu         |
| Idiofa                       | 58.637                | 5°02′S 19°36′E / 5.03°S 19.60°E   | Bandundu         |
| Idjwi                        | 4.567                 | 2°09′S 29°04′E / 2.15°S 29.07°E   | Sud-Kivu         |
| Ikela                        | 15.214                | 1°11′S 23°16′E / 1.18°S 23.27°E   | Équateur         |
| Ilebo (Port-Franqui)         | 72.059                | 4°19′S 20°37′E / 4.32°S 20.61°E   | Kasai-Occidental |
| Inga                         | 10.417                | 5°39′S 13°39′E / 5.65°S 13.65°E   | Bas-Congo        |
| Ingende                      | 3.951                 | 0°15′S 18°57′E / 0.25°S 18.95°E   | Équateur         |
| Inkisi (Kisantu)             | 77.797                | 5°08′S 15°04′E / 5.13°S 15.07°E   | Bas-Congo        |
| Inongo                       | 46.657                | 1°56′S 18°17′E / 1.94°S 18.28°E   | Bandundu         |
| Irumu                        | 10.387                | 1°27′N 29°52′E / 1.45°N 29.87°E   | Orientale        |
| Isangi                       | 11.608                | 0°51′S 18°22′E / 0.85°S 18.37°E   | Équateur         |
| Isiro (Paulis)               | 174.551               | 2°46′N 27°37′E / 2.76°N 27.62°E   | Orientale        |
| Kabalo                       | 58.332                | 6°03′S 26°55′E / 6.05°S 26.91°E   | Katanga          |
| Kabambare                    | 10.375                | 4°42′S 27°43′E / 4.70°S 27.72°E   | Maniema          |
| Kabeya-Kamwanga (Kenankuna)  | 30.027                | 6°16′S 22°38′E / 6.27°S 22.63°E   | Kasai-Occidental |
| Kabinda                      | 192.364               | 6°08′S 24°29′E / 6.13°S 24.48°E   | Kasai-Oriental   |
| Kabongo                      | 13.979                | 7°19′S 25°35′E / 7.32°S 25.58°E   | Katanga          |
| Kahemba                      | 18.061                | 5°15′S 19°42′E / 5.25°S 19.70°E   | Bandundu         |
| Kalemie (Albertville)        | 92.400                | 5°55′S 29°10′E / 5.92°S 29.17°E   | Katanga          |
| Kalima (Kamisuku)            | 47.030                | 2°31′S 26°26′E / 2.51°S 26.43°E   | Maniema          |
| Kambove                      | 71.756                | 10°52′S 26°36′E / 10.87°S 26.60°E | Katanga          |
| Kamina                       | 143.753               | 8°44′S 25°01′E / 8.73°S 25.01°E   | Katanga          |
| Kamituga                     | 13.361                | 3°04′S 28°11′E / 3.06°S 28.18°E   | Sud-Kivu         |
| Kampene                      | 14.819                | 3°36′S 26°40′E / 3.60°S 26.67°E   | Maniema          |
| Kananga (Luluabourg)         | 967.007               | 5°53′S 22°24′E / 5.89°S 22.40°E   | Kasai-Occidental |
| Kaniama                      | 57.507                | 7°34′S 24°10′E / 7.57°S 24.17°E   | Katanga          |
| Kanteba (Kateba)             | 17.314                | 7°20′S 24°37′E / 7.33°S 24.62°E   | Katanga          |
| Kanyabayonga                 | 29.936                | 0°43′S 29°10′E / 0.71°S 29.17°E   | Nord-Kivu        |
| Kapanga                      | 2.173                 | 11°30′S 26°45′E / 11.50°S 26.75°E | Katanga          |
| Kasangulu                    | 30.724                | 4°35′S 15°11′E / 4.58°S 15.18°E   | Bas-Congo        |
| Kasenga                      | 21.400                | 10°38′S 26°46′E / 10.63°S 26.76°E | Katanga          |
| Kasongo                      | 54.743                | 4°27′S 26°40′E / 4.45°S 26.66°E   | Maniema          |
| Kasongo-Lunda                | 22.860                | 6°29′S 16°50′E / 6.48°S 16.83°E   | Bandundu         |
| Katako-Kombe                 | 7.592                 | 3°24′S 24°25′E / 3.40°S 24.42°E   | Kasai-Oriental   |
| Katanda                      | 29.146                | 6°20′S 23°54′E / 6.33°S 23.90°E   | Kasai-Oriental   |
| Katwa                        | 60.591                | 0°06′N 29°19′E / 0.10°N 29.32°E   | Nord-Kivu        |
| Kayna                        | 34.653                | 0°37′S 29°10′E / 0.62°S 29.17°E   | Nord-Kivu        |
| Kazumba                      | 4.109                 | 6°25′S 22°02′E / 6.42°S 22.03°E   | Kasai-Occidental |
| Kenge                        | 42.884                | 4°50′S 16°54′E / 4.83°S 16.90°E   | Bandundu         |
| Kibombo                      | 17.527                | 3°57′S 25°59′E / 3.95°S 25.98°E   | Maniema          |
| Kikwit                       | 370.328               | 5°02′S 18°49′E / 5.03°S 18.81°E   | Bandundu         |
| Kimpese                      | 53.660                | 5°33′S 14°26′E / 5.55°S 14.43°E   | Bas-Congo        |
| Kindu                        | 163.587               | 2°57′S 25°55′E / 2.95°S 25.92°E   | Maniema          |
| Kinshasa (Léopoldville)      | 8.900.721             | 4°19′S 15°19′E / 4.31°S 15.32°E   | Kinshasa         |
| Kinzau-Mvuete (Kinzau-Vuete) | 17.870                | 5°29′S 13°17′E / 5.48°S 13.28°E   | Bas-Congo        |
| Kipamba (Kikondja)           | 30.026                | 8°12′S 26°25′E / 8.20°S 26.42°E   | Katanga          |
| Kipushi                      | 121.831               | 11°46′S 27°15′E / 11.76°S 27.25°E | Katanga          |
| Kiri                         | 14.033                | 1°27′S 19°00′E / 1.45°S 19.00°E   | Bandundu         |
| Kirumba                      | 35.290                | 1°05′S 29°17′E / 1.09°S 29.29°E   | Nord-Kivu        |
| Kisangani (Stanleyville)     | 868.672               | 0°32′N 25°11′E / 0.53°N 25.19°E   | Orientale        |
| Kitona                       |                       |                                   | Bas-Congo        |
| Kituku                       | 43.460                | 1°06′N 29°58′E / 1.10°N 29.97°E   | Orientale        |
| Kole                         | 4.548                 | 8°01′S 25°33′E / 8.02°S 25.55°E   | Katanga          |
| Kolwezi                      | 451.168               | 10°42′S 25°40′E / 10.70°S 25.66°E | Katanga          |
| Kongolo                      | 62.455                | 5°23′S 26°59′E / 5.38°S 26.98°E   | Katanga          |
| Kungu                        | 7.738                 | 2°47′N 19°12′E / 2.78°N 19.20°E   | Équateur         |
| Kutu                         | 37.405                | 2°44′S 18°09′E / 2.73°S 18.15°E   | Bandundu         |
| Libenge                      | 23.962                | 3°40′N 18°37′E / 3.66°N 18.62°E   | Équateur         |
| Likasi (Jadotville)          | 422.535               | 10°59′S 26°44′E / 10.98°S 26.73°E | Katanga          |
| Lisala                       | 79.235                | 2°08′N 21°31′E / 2.14°N 21.51°E   | Équateur         |
| Lodja                        | 61.689                | 3°29′S 23°25′E / 3.49°S 23.42°E   | Kasai-Oriental   |
| Lomela                       | 9.800                 | 2°18′S 23°17′E / 2.30°S 23.28°E   | Kasai-Oriental   |
| Lubao (Sentery)              | 26.694                | 5°23′S 25°45′E / 5.39°S 25.75°E   | Kasai-Oriental   |
| Lubefu                       | 2.028                 | 4°43′S 24°25′E / 4.72°S 24.42°E   | Kasai-Oriental   |
| Lubero                       | 28.293                | 0°10′S 29°13′E / 0.16°S 29.22°E   | Nord-Kivu        |
| Lubudi                       | 21.176                | 9°57′S 25°58′E / 9.95°S 25.97°E   | Katanga          |
| Lubumbashi (Elizabethville)  | 1.630.186             | 11°40′S 27°29′E / 11.66°S 27.48°E | Katanga          |
| Lubutu                       | 7.822                 | 0°44′S 26°35′E / 0.73°S 26.58°E   | Maniema          |
| Luebo                        | 29.167                | 5°21′S 21°25′E / 5.35°S 21.41°E   | Kasai-Occidental |
| Luiza                        | 15.259                | 7°12′S 22°25′E / 7.20°S 22.42°E   | Kasai-Occidental |
| Lukolela                     | 15.230                | 1°03′S 17°12′E / 1.05°S 17.20°E   | Équateur         |
| Lukula                       | 31.394                | 5°23′S 12°57′E / 5.38°S 12.95°E   | Bas-Congo        |
| Luozi                        | 13.258                | 4°57′S 14°08′E / 4.95°S 14.13°E   | Bas-Congo        |
| Lupatapata (Luhatahata)      | 18.444                | 4°40′S 24°17′E / 4.67°S 24.28°E   | Kasai-Oriental   |
| Luputa                       | 37.848                | 7°10′S 23°42′E / 7.17°S 23.70°E   | Kasai-Oriental   |
| Lusambo                      | 32.340                | 4°58′S 23°26′E / 4.97°S 23.43°E   | Kasai-Oriental   |
| Lwambo (Luambo)              | 12.652                | 10°49′S 26°47′E / 10.82°S 26.78°E | Katanga          |
| Mahagi                       | 18.743                | 2°18′N 30°59′E / 2.30°N 30.98°E   | Orientale        |
| Malemba-Nkulu                | 28.472                | 8°02′S 26°48′E / 8.03°S 26.80°E   | Katanga          |
| Mangai (Mangaï)              | 43.155                | 4°02′S 19°32′E / 4.04°S 19.53°E   | Bandundu         |
| Mangina                      | 37.594                | 0°34′N 29°19′E / 0.57°N 29.32°E   | Nord-Kivu        |
| Mankanza                     | 18.134                | 7°24′S 22°40′E / 7.40°S 22.67°E   | Kasai-Occidental |
| Manono                       | 56.048                | 7°18′S 27°27′E / 7.30°S 27.45°E   | Katanga          |
| Masi-Manimba                 | 30.542                | 4°46′S 17°55′E / 4.77°S 17.92°E   | Bandundu         |
| Masisi                       | 6.502                 | 1°24′S 28°49′E / 1.40°S 28.81°E   | Nord-Kivu        |
| Matadi                       | 291.338               | 5°49′S 13°29′E / 5.82°S 13.48°E   | Bas-Congo        |
| Mbandaka (Coquilhatville)    | 324.236               | 0°02′N 18°16′E / 0.04°N 18.26°E   | Équateur         |
| Mbanza-Ngungu (Thysville)    | 97.037                | 5°15′S 14°52′E / 5.25°S 14.86°E   | Bas-Congo        |
| Mbuji-Mayi (Bakwanga)        | 1.559.073             | 6°08′S 23°35′E / 6.13°S 23.59°E   | Kasai-Oriental   |
| Miabi                        | 55.328                | 6°12′S 23°23′E / 6.20°S 23.38°E   | Kasai-Oriental   |
| Mitwaba                      | 4.116                 | 8°38′S 27°20′E / 8.63°S 27.33°E   | Katanga          |
| Moba (Baudouinville)         | 58.324                | 7°04′S 29°43′E / 7.06°S 29.72°E   | Katanga          |
| Mobayi-Mbongo                | 5.413                 | 4°18′N 21°11′E / 4.30°N 21.18°E   | Équateur         |
| Mokambo                      | 22.481                | 12°25′S 28°21′E / 12.42°S 28.35°E | Katanga          |
| Mongbwalu                    | 29.672                | 1°57′N 30°02′E / 1.95°N 30.03°E   | Orientale        |
| Monkoto                      | 8.640                 | 1°38′S 20°39′E / 1.63°S 20.65°E   | Équateur         |
| Muanda (Moanda)              | 86.896                | 5°56′S 12°21′E / 5.93°S 12.35°E   | Bas-Congo        |
| Mulongo                      | 57.775                | 7°50′S 27°00′E / 7.83°S 27.00°E   | Katanga          |
| Mushie                       | 42.409                | 3°01′S 16°55′E / 3.02°S 16.92°E   | Bandundu         |
| Mutshatsha                   | 6.615                 | 10°39′S 24°27′E / 10.65°S 24.45°E | Katanga          |
| Mweka                        | 55.155                | 4°50′S 21°34′E / 4.84°S 21.57°E   | Kasai-Occidental |
| Mwene-Ditu                   | 190.718               | 7°00′S 23°26′E / 7.00°S 23.44°E   | Kasai-Oriental   |
| Niangara                     | 13.504                | 3°42′N 27°52′E / 3.70°N 27.87°E   | Orientale        |
| Nioki                        | 40.979                | 2°10′N 30°39′E / 2.17°N 30.65°E   | Orientale        |
| Nyunzu                       | 40.460                | 5°57′S 28°01′E / 5.95°S 28.02°E   | Katanga          |
| Oicha                        | 50.559                | 0°42′N 29°31′E / 0.70°N 29.52°E   | Nord-Kivu        |
| Opala                        | 15.569                | 1°17′N 27°16′E / 1.28°N 27.27°E   | Orientale        |
| Oshwe                        | 21.681                | 3°24′S 19°30′E / 3.40°S 19.50°E   | Bandundu         |
| Poko                         | 10.873                | 3°09′N 26°53′E / 3.15°N 26.88°E   | Orientale        |
| Popokabaka                   | 12.564                | 5°42′S 16°35′E / 5.70°S 16.58°E   | Bandundu         |
| Punia                        | 18.796                | 1°27′S 26°25′E / 1.45°S 26.42°E   | Maniema          |
| Pweto                        | 24.767                | 8°28′S 28°54′E / 8.47°S 28.90°E   | Katanga          |
| Rutshuru                     | 56.066                | 1°11′S 29°27′E / 1.18°S 29.45°E   | Nord-Kivu        |
| Sakania                      | 9.650                 | 12°45′S 28°34′E / 12.75°S 28.57°E | Katanga          |
| Sandoa                       | 9.698                 | 9°41′S 22°52′E / 9.68°S 22.87°E   | Katanga          |
| Seke-Banza                   | 6.015                 | 5°20′S 13°16′E / 5.33°S 13.27°E   | Bas-Congo        |
| Shabunda                     | 20.761                | 2°42′S 27°20′E / 2.70°S 27.33°E   | Sud-Kivu         |
| Shinkolobwe                  |                       |                                   | Katanga          |
| Songololo                    | 12.382                | 5°42′S 14°02′E / 5.70°S 14.03°E   | Bas-Congo        |
| Tshela                       |                       |                                   | Bas-Congo        |
| Tshikapa                     | 524.293               | 6°25′S 20°46′E / 6.41°S 20.77°E   | Kasai-Occidental |
| Tshilenge                    | 80.348                | 6°15′S 23°46′E / 6.25°S 23.77°E   | Kasai-Oriental   |
| Tshimbulu                    | 19.384                | 6°29′S 22°51′E / 6.48°S 22.85°E   | Kasai-Occidental |
| Ubundu                       | 13.332                | 0°21′S 25°29′E / 0.35°S 25.48°E   | Orientale        |
| Uvira                        | 337.488               | 3°22′S 29°08′E / 3.37°S 29.14°E   | Sud-Kivu         |
| Vivi                         |                       |                                   | Bas-Congo        |
| Walikale                     | 9.903                 | 1°25′S 28°04′E / 1.42°S 28.06°E   | Nord-Kivu        |
| Walungu                      | 14.648                | 2°38′S 28°40′E / 2.63°S 28.67°E   | Sud-Kivu         |
| Wamba                        | 17.651                | 2°08′N 27°59′E / 2.14°N 27.99°E   | Orientale        |
| Watsa                        | 31.978                | 3°02′N 29°32′E / 3.04°N 29.53°E   | Orientale        |
| Yahuma                       | 4.857                 | 1°05′N 23°13′E / 1.08°N 23.22°E   | Orientale        |
| Yakoma                       | 11.720                | 4°06′N 22°26′E / 4.10°N 22.43°E   | Équateur         |
| Yangambi                     | 40.932                | 0°46′N 24°26′E / 0.77°N 24.43°E   | Orientale        |
| Zongo                        | 32.516                | 4°21′N 18°36′E / 4.35°N 18.60°E   | Équateur         |

## Cele mai mari orașe
| rang | oraș       | locuitori (2007) |
| ---- | ---------- | ---------------- |
| 1    | Kinshasa   | 8.418.819        |
| 2    | Lubumbashi | 1.485.288        |
| 3    | Kolwezi    | 977.292          |
| 4    | Mbuji-Mayi | 919.166          |
| 5    | Kisangani  | 555.753          |
| 6    | Kananga    | 477.017          |
| 7    | Likasi     | 453.655          |
| 8    | Boma       | 359.927          |
| 9    | Tshikapa   | 284.888          |
| 10   | Bukavu     | 227.908          |